# ماركوس بيكوك
ماركوس بيكوك (بالإنجليزية: Marcus Peacock)‏ هو مهندس صناعي أمريكي، ولد في 21 مارس 1960.